# Lutterbek
Lutterbek là một đô thị thuộc huyện Plön, trong bang Schleswig-Holstein, nước Đức. Đô thị Lutterbek có diện tích 3,23 km², dân số thời điểm 31 tháng 12 năm 2006 là 390 người.